# 玉泉区
玉泉區為內蒙古自治區呼和浩特市市下所轄一個市轄區。區人民政府駐昭君路19號。

## 簡介
1950年，成立歸綏市第三區。1953年改為呼和浩特市玉泉區。該區發展極早，明代蒙古人建呼和浩特城於此，後明朝賜名歸化城，為呼和浩特建城之始，故俗稱舊城。後來以境內玉泉井得名。
境内的大召、席力图召、玉泉井在1987年被合称“银佛映泉”，是新呼和浩特八景之一。

## 行政区划
玉泉区下辖8个街道办事处、1个镇：
小召前街街道、兴隆巷街道、长和廊街道、石东路街道、大南街街道、鄂尔多斯路街道、西菜园街道、昭君路街道、小黑河镇和裕隆工业园区。

## 人口民族
根據全國第七次人口普查公報，截至2020年11月1日零時，玉泉區常住人口524573人。共有蒙、回、滿等41個少數民族，是一個多民族聚居區。